# Проворнов, Константин Яковлевич
Константин Яковлевич Проворнов (1920 — 1943) — советский танкист, лейтенант, изобретатель танка ЛТП.

## Биография
Начал службу в РККА с 1939 года, на начало Великой Отечественной войны был командиром взвода 98-го танкового полка 49-й танковой дивизии. В конце июля 1941 дивизия оказалась в окружении под Уманью, где К. Я. Проворнов получил тяжёлое ранение и пропал без вести. В феврале 1942 обнаружился в одном из госпиталей. Вероятно к нахождению в госпитале и относится его работа по проектированию лёгкого танка, а поскольку воевал на Т-34, это нашло отражение в выполненном проекте, отправленном им в отдел изобретений ГАБТУ.
В дальнейшем, по излечению, назначен командиром взвода в 214-м танковом батальоне 65-й танковой бригады, в составе которой участвовал в Орловской стратегической наступательной операции «Кутузов». Согласно наградному листу, в течение 26–27 июля 1943 экипаж офицера Проворнова уничтожил 2 танка и 3 пушки, а также до 30 солдат противника, после чего на занятом рубеже руководил обороной. Уже на следующий день, в бою за деревню Горки Орловской области погиб. Был похоронен в братской могиле там же, затем могилу перенесли в село Ржава Кромского района Орловской области.